# 576 Emanuela
Emanuela (asteroide 576) é um asteroide da cintura principal com um diâmetro de 84,68 quilómetros, a 2,3900193 UA. Possui uma excentricidade de 0,1985216 e um período orbital de 1 880,88 dias (5,15 anos).
Emanuela tem uma velocidade orbital média de 17,24796844 km/s e uma inclinação de 10,2295º.
Esse asteroide foi descoberto em 22 de Setembro de 1905 por Paul Götz.